# 孫廣英

孫廣英（？—），男丶漢族丶中共黨員、中共政治人物、軍事人物、中國人民解放軍少將。

## 簡介
孫氏繼馬必強后接仼南部戰區陸軍紀委書纪 。